# Fiyi en los Juegos Olímpicos de Pekín 2008
Fiyi estuvo representado en los Juegos Olímpicos de Pekín 2008 por seis deportistas, cuatro hombres y dos mujeres, que compitieron en cinco deportes.
La portadora de la bandera en la ceremonia de apertura fue la atleta Makelesi Batimala. El equipo olímpico fiyiano no obtuvo ninguna medalla en estos Juegos.